# Aeroporto Internacional Harbin Taiping
O Aeroporto Internacional de Harbin Taiping é um aeroporto internacional em Harbin, Heilongjiang, China. O Aeroporto de Harbin Taiping, antes conhecido como Aeroporto de Yanjiagang, está localizado a 33 km da cidade de Harbin e foi construído em 1979, com uma grande expansão entre 1994 e 1997, com o custo de 960 milhões de iuanes. Em 1985, teve seu status mudado para o de aeroporto internacional. Atualmente serve como um importante hub de transporte para o nordeste da China e é o maior aeroporto do nordeste do país. Seu terminal de passageiros também é o maior dessa região do país.
Ele tem capacidade para suportar um fluxo anual de 6 milhões de passageiros e está atualmente conectado com mais de 50 rotas aéreas, tanto domésticas como internacionais. O aeroporto ainda tem uma pista de 3200 metros de asfalto.

## Descrição
O Aeroporto de Harbin é dividido em dois terminais interligados, o Internacional e o Doméstico.

## Linhas Aéreas e Destinos
| Companhias                                   | Destinos |  |
| -------------------------------------------- | --- |  |
| Air China                                    | Beijing-Capital, Chengdu |  |
| Asiana Airlines                              | Seoul-Incheon |  |
| China Eastern Airlines                       | Jinan, Qingdao, Shanghai-Pudong |  |
| China Southern Airlines                      | Beijing-Capital, Changsha, Dalian, Hangzhou, Hefei, Heihe, Mohe County, Niigata, Osaka-Kansai, Qingdao, Seoul-Incheon, Shanghai-Pudong, Shenyang, Shijiazhuang, Taipei-Taoyuan, Vladivostok, Xi'an, Weihai, Zhengzhou |  |
| Grand China Air operata pela Hainan Airlines | Beijing-Capital |  |
| Hainan Airlines                              | Changsha, Dalian, Hangzhou, Qingdao, Taiyuan |  |
| Hong Kong Express Airways                    | Hong Kong |  |
| Juneyao Airlines                             | Shanghai-Pudong |  |
| Northeast Airlines                           | Shenyang |  |
| Okay Airways                                 | Tianjin |  |
| Sakhalinskie Aviatrassy                      | Yuzhno-Sakhalinsk |  |
| Shandong Airlines                            | Dalian, Qingdao |  |
| Shanghai Airlines                            | Beijing-Capital, Shanghai-Pudong, Yantai |  |
| Shenzhen Airlines                            | Changsha, Changzhou, Hefei,Qiqihar, Jiamusi, Jinan,Mohe County(Via Qiqihar), Mudanjiang, Nanjing, Shenyang, Shenzhen, Tianjin                                                                                         |  |
| Sichuan Airlines                             | Jinan, Nanjing |  |
| Spring Airlines                              | Shanghai-Pudong |  |
| Vladivostok Air                              | Khabarovsk, Vladivostok |  |
| Xiamen Airlines                              | Hangzhou, Nanjing, Qingdao, Shenyang, Zhengzhou |  |
| Yakutia Airlines                             | Yakutsk |  |